# Cristo (opera)
Cristo, Op. 117 è un'opera sacra in un prologo, sette scene ed un epilogo di Anton Grigor'evič Rubinštejn su libretto di Heinrich Bulthaupt, basato su diversi episodi del Nuovo Testamento.

## Storia della composizione
L'opera fu composta tra il 1887 ed il 1893; il libretto fu scritto da Heinrich Bulthaupt. Cristo era descritta da Rubinštejn come "opera sacra". Questa denominazione ("geistliche Oper" in tedesco) fu coniata dal compositore per indicare opere messe in scena con l'uso di cori polifonici ed uno stile sobrio ed edificante basato sulla "declamazione esaltata". Parti dell'opera furono eseguite a Berlino nell'aprile del 1894, e lo stesso Anton Rubinštejn ne diresse la prima esecuzione completa a Stoccarda il 2 giugno 1894, in quella che fu in effetti la sua ultima apparizione pubblica come direttore d'orchestra. Rubinštejn considerava Cristo come la sua migliore composizione.

## Trama

### Prologo
Campo aperto. Gli angeli annunciano la nascita di Cristo ai pastori. I tre re vengono a rendere omaggio al nuovo sovrano.

### Scena prima
Nel deserto all'alba. Cristo è tentato da Satana, ma lo respinge.

### Scena seconda
Una pianura attraversata dal fiume Giordano. Giovanni il Battista riconosce Cristo, gli rende omaggio e lo battezza. I giovani discepoli seguono Gesù.

### Scena terza
Nei dintorni di Gerusalemme. Gesù predica, nutre gli affamati, sostiene Maria Maddalena e risuscita i morti. Il popolo lo loda.

### Scena quarta
Nel piazzale del tempio di Gerusalemme. Gesù rimprovera i mercanti fuori dal tempio. I mercanti si schierano con il sommo sacerdote contro Gesù. A Giuda piacerebbe che Dio provasse la sua onnipotenza e si offre al sommo sacerdote per tradire Gesù.

### Scena quinta
Una stanza con un tavolo preparato per la cena. La madre di Gesù è tormentata da un presentimento. Maria Maddalena lava e unge i piedi di Gesù. Gesù istituisce la comunione con i suoi apostoli.

### Scena sesta
Fuori dal palazzo di Pilato. I discepoli di Cristo chiedono invano la sua liberazione. La folla, aizzata dai sacerdoti, esige la sua morte. Pilato si inchina alla folla.

### Scena settima
In un banco di nuvole. A distanza si vedono tre croci. Nei cieli vi sono gli angeli e negli inferi Satana con i demoni. Gli angeli ed i demoni combattono.

### Epilogo
Un lontano paesaggio illuminato dal sole in mezzo al quale si erge una croce splendente su una collina illuminata. Paolo dà notizie della transustanziazione. Tutti lodano Cristo.